# Cheirostylis thanmoiensis
Cheirostylis thanmoiensis là một loài thực vật có hoa trong họ Lan. Loài này được (Gagnep.) Ormerod mô tả khoa học đầu tiên năm 2002.